# Schleuskau

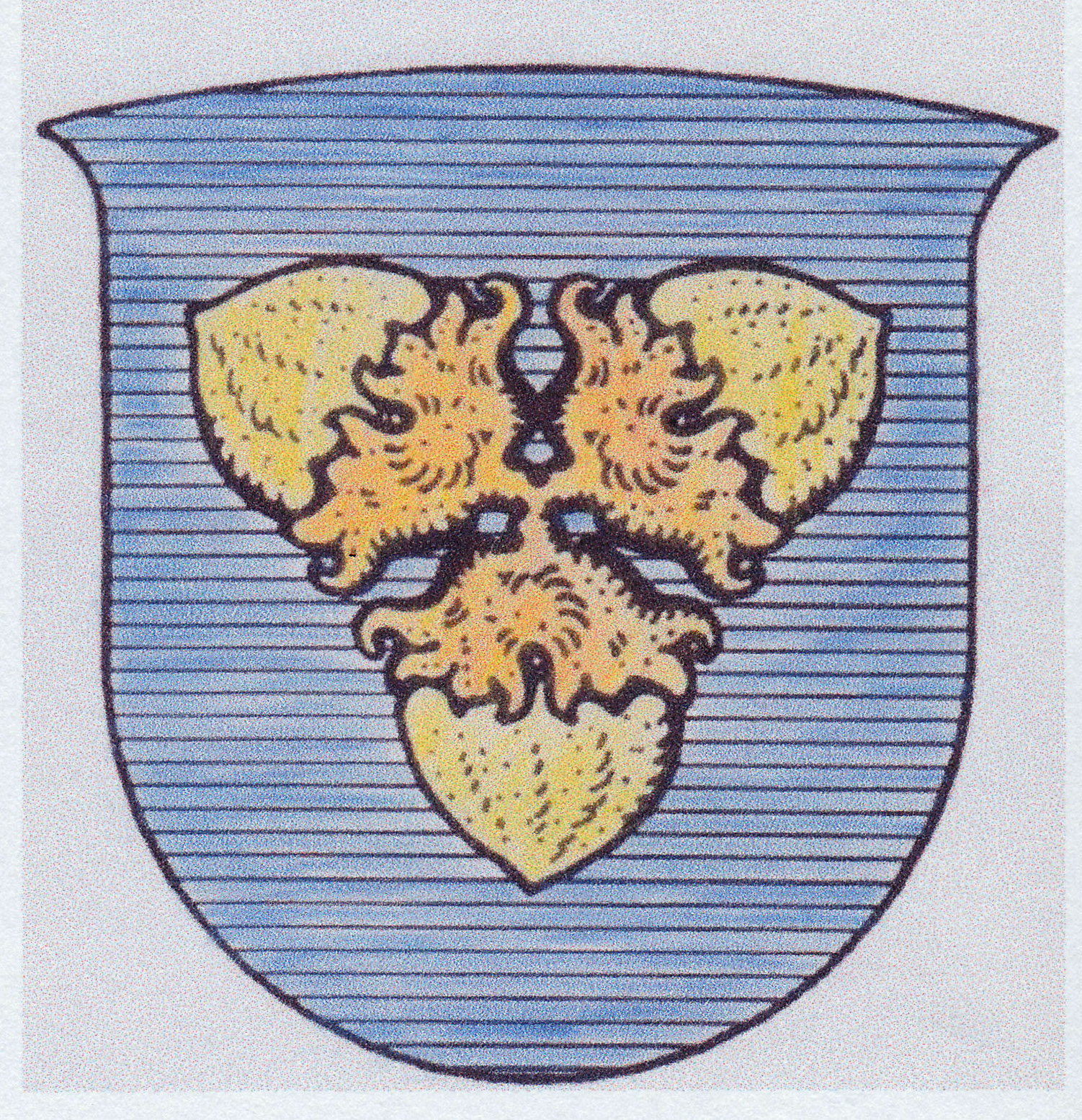
Gemeindesiegel von Schleuskau. Es wurde im Schriftverkehr der Gemeinde von 1946 bis zur Eingemeindung nach Frauenprießnitz im Jahre 1960 verwendet.

Schleuskau ist ein Ortsteil der Gemeinde Frauenprießnitz im Nordosten des Saale-Holzland-Kreises in Thüringen.

## Geographie
Etwas abseits zwischen Feldern und einem kleinen Wald liegt der Weiler Schleuskau nahe der Grenze zu Sachsen-Anhalt etwa zwei Kilometer nördlich von Frauenprießnitz entfernt. Nachbarorte sind im Norden Kleinprießnitz, im Nordosten Graitschen auf der Höhe, im Osten Thierschneck, im Süden Frauenprießnitz, im Südwesten Dorndorf-Steudnitz, im Westen Wichmar und im Nordwesten Rodameuschel. Die nächstgelegene Bundesstraße ist die B 88 (Jena–Naumburg), der nächstgelegene Bahnhof der Bahnhof Camburg.

## Geschichte

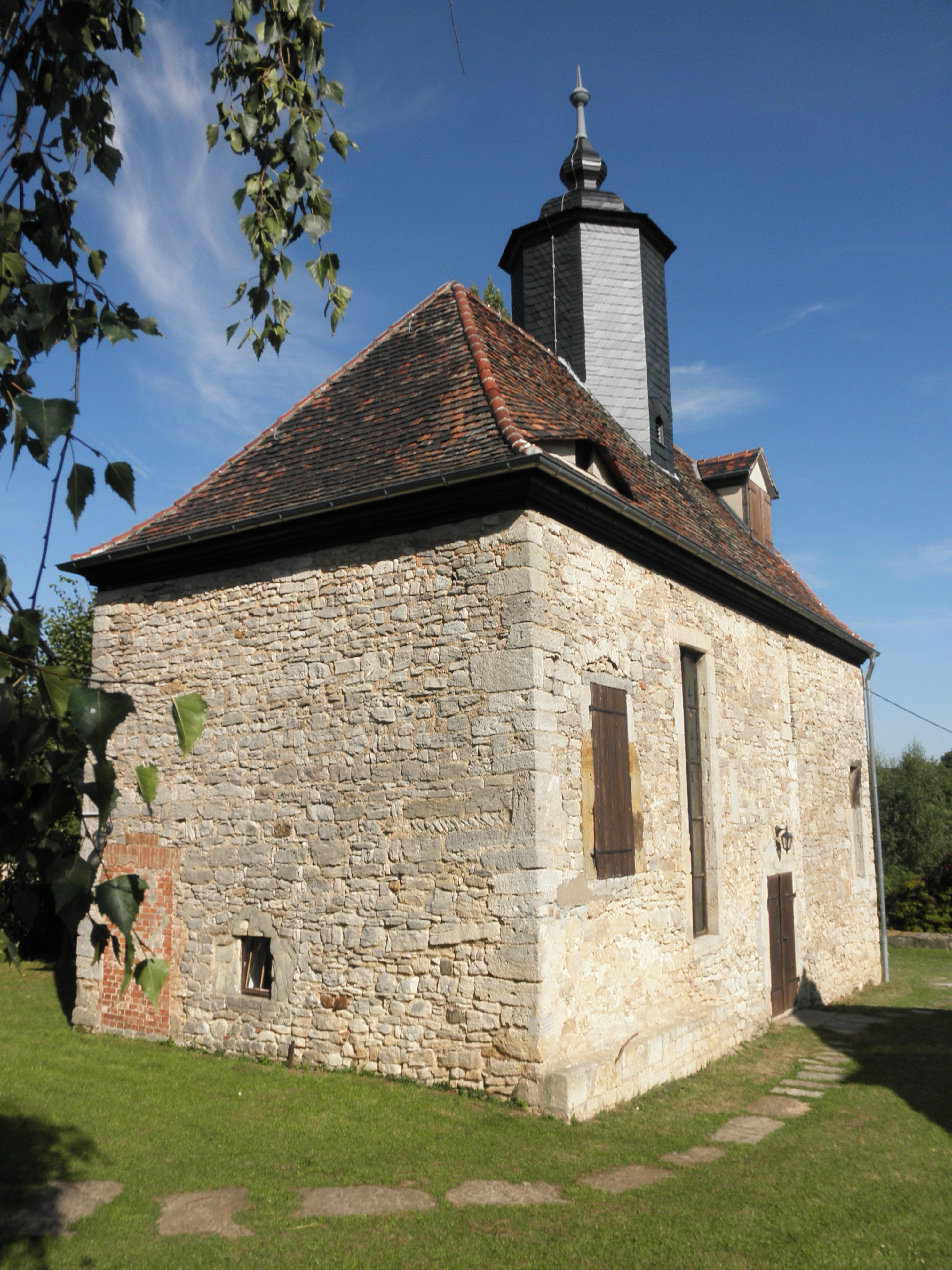
Dorfgemeinschaftshaus „Kirche“ in Schleuskau (2012)

Lange Zeit galt 1198 als das Jahr der Ersterwähnung des Dorfes. Neuere Forschungen legen jedoch nahe, dass es sich bei der entsprechenden Urkunde um eine Fälschung handelt. Dass der Ort zu Beginn des 13. Jahrhunderts bereits bestand, belegen eine Urkunde aus dem Zeitraum 1210 bis 1219 sowie eine weitere von 1219, in der auch die Kirche zu Schleuskau erstmals genannt wird.

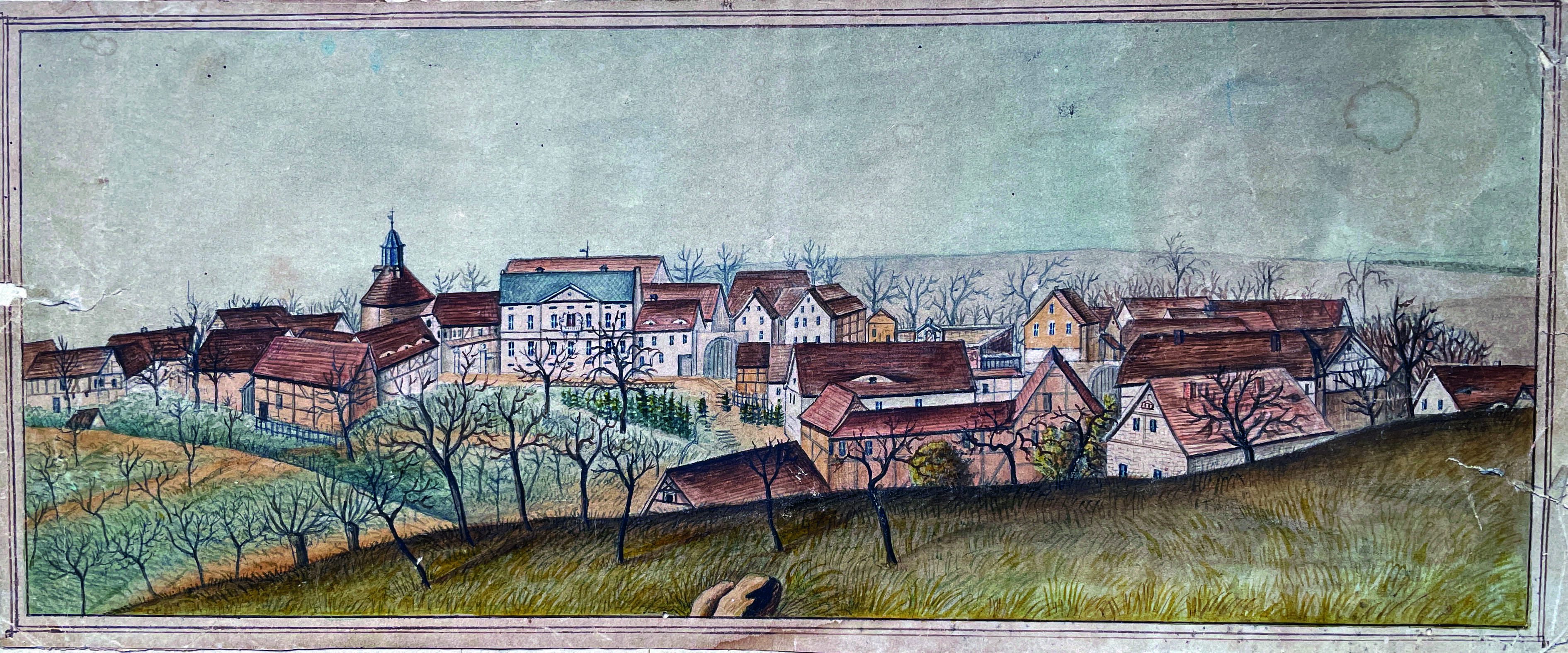
Historische Ansicht von Schleuskau aus östlicher Richtung (ca. 1868)

Aus der Zeit um 1420 stammt die erstmalige namentliche Erwähnung von sieben Schleuskauer Einwohnern. Im Sächsischen Bruderkrieg (1446–1451) wurde das Dorf vollständig zerstört. In den Steuerverzeichnissen des 16. Jahrhunderts sind zwischen 10 und 14 zinspflichtige Bauern verzeichnet. Die Schleuskauer Pfarrei wurde um 1526 aufgelöst und ging als Filial nach Sieglitz. Das Amtsbuch von 1674 verzeichnet 10 Feuerstätten und 66 Seelen, Anfang des 20. Jahrhunderts waren es 13 bäuerliche Wirtschaften und 83 Einwohner. Bemerkenswert ist, dass die Schleuskauer Einwohner zusammen mit den hier eingepfarrten Kleinprießnitzern nach langjährigem Ringen mit der Superintendentur und der herzoglichen Regierung bereits im Jahre 1695 die Einrichtung einer eigenen Lehrerstelle erreichten. Der Dorfschullehrer fand jedoch damals ärmliche Verhältnisse vor: Schleuskau konnte weder eine Lehrerwohnung noch ein Schulhaus vorweisen. Stattdessen fanden die Schulstunden der Reihe nach in den Wohnhäusern statt, und dort erhielt der Schulmeister Verpflegung und Unterkunft. Zum Bau eines Schulhauses kam es erst 1847. Der von 1871 bis 1900 amtierende Schleuskauer Lehrer Tuiskon Rotteck war als langjähriges Vorstandsmitglied des Meiningischen Lehrervereins, Herausgeber einer Lehrerzeitung und Autor mehrerer Schulbücher ein hoch geschätzter Pädagoge, dessen Name im Herzogtum und weit darüber hinaus bekannt war.
Am 23. November 1910 wurde die ortseigene Wasserleitung mit Pumpwerk in Betrieb genommen. Ans elektrische Stromnetz war das Dorf zu dem Zeitpunkt schon angeschlossen. Der erste telefonische Fernsprecher wurde 1908 eingerichtet.
Der Ort gehörte bis ins 19. Jahrhundert zum wettinischen Amt Camburg, welches aufgrund mehrerer Teilungen im Lauf seines Bestehens unter der Hoheit verschiedener wettinischer Herzogtümer stand. Bei der Leipziger Teilung 1485 dem albertinischen Sachsen zugeschlagen, fiel das Amt nach dem Schmalkaldischen Krieg 1547 an die Ernestiner und 1572 an das Herzogtum Sachsen-Weimar. Im weiteren Verlauf gelangte es ins Herzogtum S.-Altenburg (1603), S.-Gotha-Altenburg (1672 und 1707), S.-Eisenberg (1680–1707).
1826 kam Schleuskau als Teil der Exklave Camburg vom Herzogtum Sachsen-Gotha-Altenburg zum Herzogtum Sachsen-Meiningen. Von 1922 bis 1939 gehörte der Ort zur Kreisabteilung Camburg.

### Kirche
Die Kirche in Schleuskau war ursprünglich eine romanische Kirche mit fast quadratischem Grundriss. Erstmals erwähnt wird sie im Jahre 1219. Bereits zu dieser Zeit war es wohl eine Pfarrkirche. Um 1500 wurde ein Chor mit polygonalem Abschluss in gleicher Breite ergänzt. Bis zur ersten Visitation 1539 war Schleuskau katholisch und zählte zum Erzbistum Magdeburg. Nachfolgend wurde erstmals ein evangelischer Pfarrer eingeführt. Im Laufe des 17. Jahrhunderts erfolgten mehrere Umbauten darunter der Einbau großer Rechteckfenster. 1811 wurde der Innenraum mit einer dreiseitigen Empore, Orgel und Kanzelaltar ergänzt. In der DDR verfiel die Kirche und wurde ab 1968 nicht mehr genutzt.
Nach der Wende wurden in den 1990er Jahren der Dachstuhl mit Dachreiter saniert und später auch der Innenausbau durch die Gemeinde vorgenommen. Heute beherbergt die Kirche das Dorfgemeinschaftshaus „Schleuskauer Kirchlein“ und wird gemeinsam von Kirchen- und Zivilgemeinde genutzt.